# Sony Alpha 9
Aucun α 9 II
Le Sony Alpha 9 (typographié α 9) est un appareil photographique hybride professionnel plein format de 24,2 millions de pixels, équipé de la monture E et commercialisé par Sony en juillet 2017. Il se place au dessus de la gamme des Alpha 7 et cherche à concurrencer les reflex professionnels haut de gamme. Il est équipé d'un capteur rétroéclairé et stabilisé sur 5 axes.

## Présentation
Le Sony Alpha ILCE-9 est officiellement présenté le 20 avril 2017 pour une sortie en juillet 2017 au tarif de 5 300 € nu.

## Design
L'A9 reprend la forme générale de l'A7 II, mais avec un grip plus large, plus haut et plus épais qui fait passer l'épaisseur totale du boîtier à 63 mm contre 59,7 mm pour l'A7 II. L'ergonomie est également revue avec davantage de commandes et des molettes plus volumineuses, dont deux sont équipées de verrous. Sur le dessus, une troisième molette apparaît, elle est constituée d'un double barillet permettant la sélection de la cadence de prise et le mode de mise au point. Un nouveau joystick permet de naviguer dans les menus et de déplacer le collimateur de l'autofocus. Il dispose de quatre boutons personnalisables (C1/2/3/4).

## Caractéristiques techniques

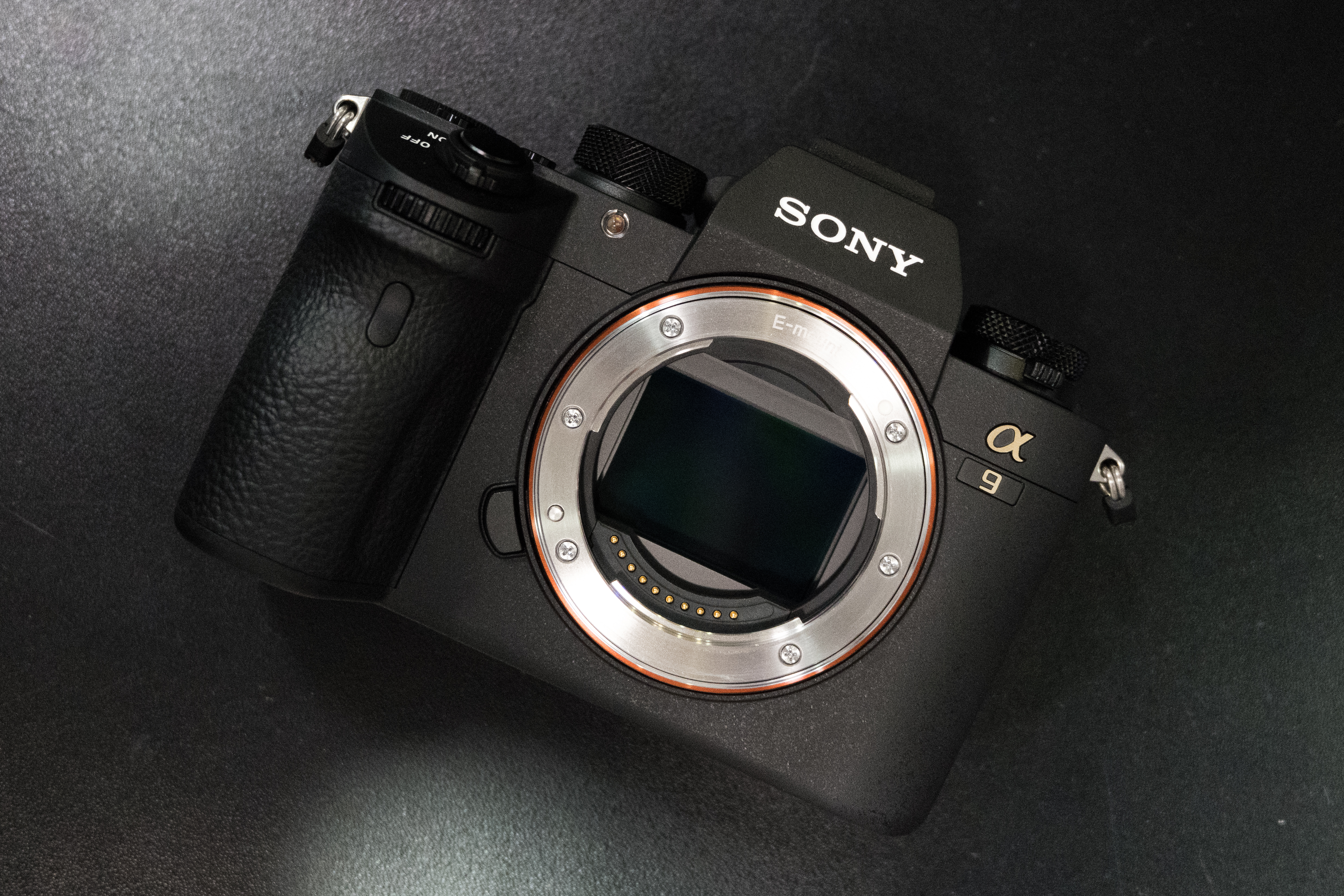
Le capteur.

L'A9 est équipé d'un capteur plein format, rétroéclairé, stabilisé sur 5 axes, proposant une définition de 24,2 millions de pixels et une sensibilité poussée à 204 600 ISO. L’appareil propose la vidéo 4K/UHD à 30 i/s ou Full HD à 60 i/s. L'autofocus est à corrélation de phase et compte 693 points ; il couvre 93 % de la surface du capteur. Une version améliorée du microprocesseur Bionz X apparaît pour le traitement photo/vidéo. Le boîtier est entièrement construit en alliage de magnésium. Sony garantit l'obturateur mécanique pour 500 000 cycles, ce dernier possède une vitesse d'obturation maximale de 1/8 000e de seconde. L'appareil possède également un obturateur électronique pouvant monter à 1/30 000e de seconde. Sony annonce également une nouvelle batterie d'une capacité de charge de 2 280 mAh contre 1 080 mAh pour l'ancien modèle.
La mémoire tampon permet à la rafale de 20 i/s de se maintenir pendant 18 secondes en JPEG (362 vues) et 12 secondes en RAW (241 vues). La visée électronique se fait en continu sans interruption lors de la prise de vue.
L'A9 dispose d'un écran tactile inclinable de 7,5 cm de diagonale en haute définition de 1 440 000 points et d'un viseur électronique OLED de 3,69 mégapixels proposant une fréquence de rafraîchissement de 120 i/s. Diverses connectiques sont présentes sur les deux côtés du boîtier : ethernet, USB, HDMI, synchro-flash, casque et micro. Il dispose de connectivité en Wi-Fi, NFC et Bluetooth. Il se distingue de tous les autres appareils de la gamme par la présence de deux supports d'accueil pour carte SD, dont l'un est compatible UHS-II.

## Concurrence
L'A9 se place en concurrence frontale des deux grands boîtiers reflex professionnels du marché, c'est-à-dire le Canon EOS-1D X Mark II et le Nikon D5,,.